# Alexis González
Alexis González (* 21. Juli 1981 in Buenos Aires) ist ein argentinischer Volleyballspieler.

## Karriere
González begann seine Karriere in seiner Heimatstadt bei CA River Plate. In der Saison 2006/07 spielte er in der spanischen Liga bei Portol Palma Mallorca. 2008/09 war er beim russischen Erstligisten VK Dynamo Moskau aktiv. Anschließend wechselte der Libero zu Tours VB, mit dem er 2010 und 2012 Französischer Meister wurde. Mit der argentinischen Nationalmannschaft erreichte Gonzaléz bei den Olympischen Spielen 2012 in London das Viertelfinale. Nach einer Saison in seiner Heimat bei Personal Bolivar kehrte González 2013 zurück nach Frankreich zu Rennes Volley 35.